# Mokradło

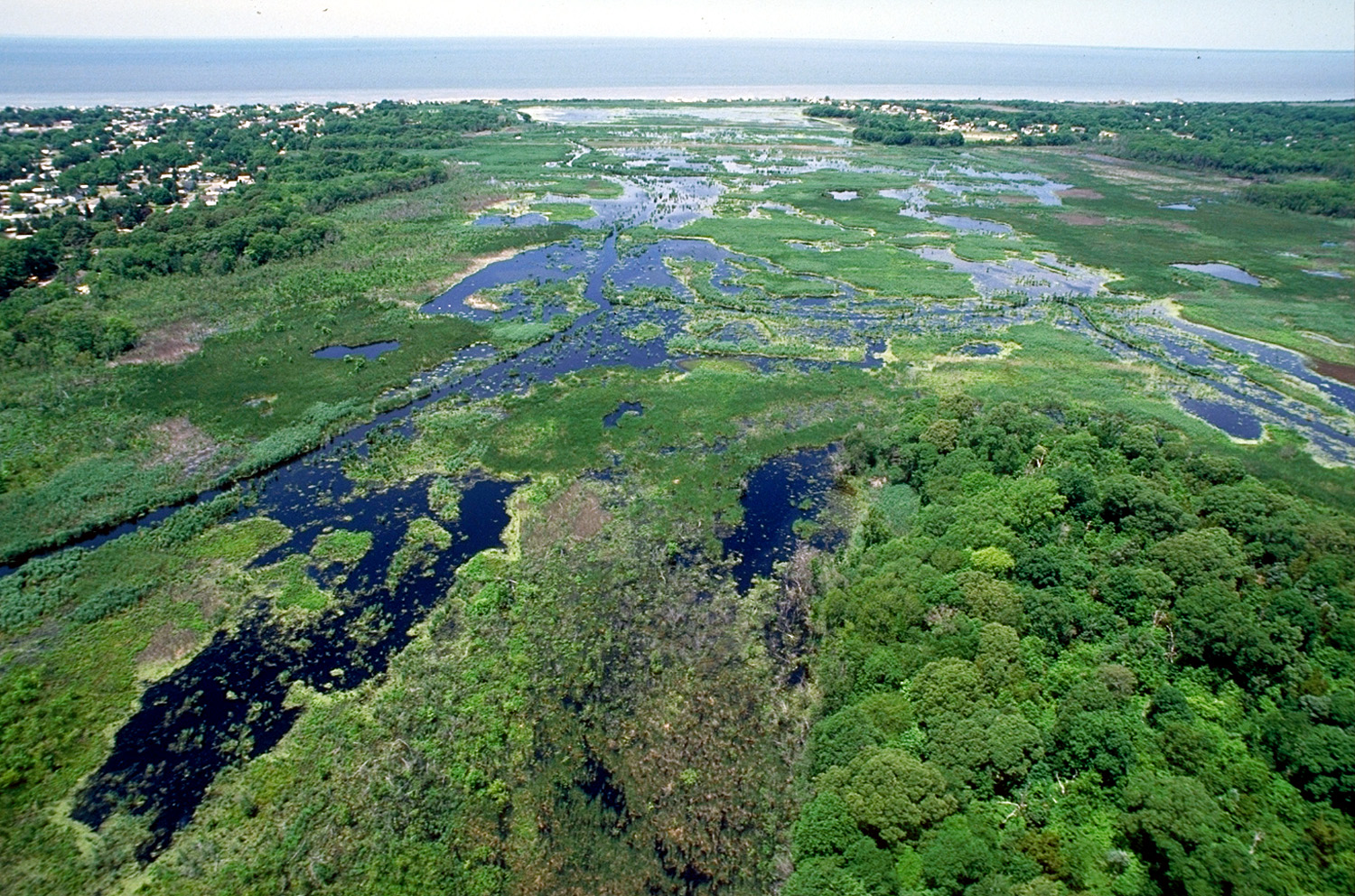
Cape May w USA

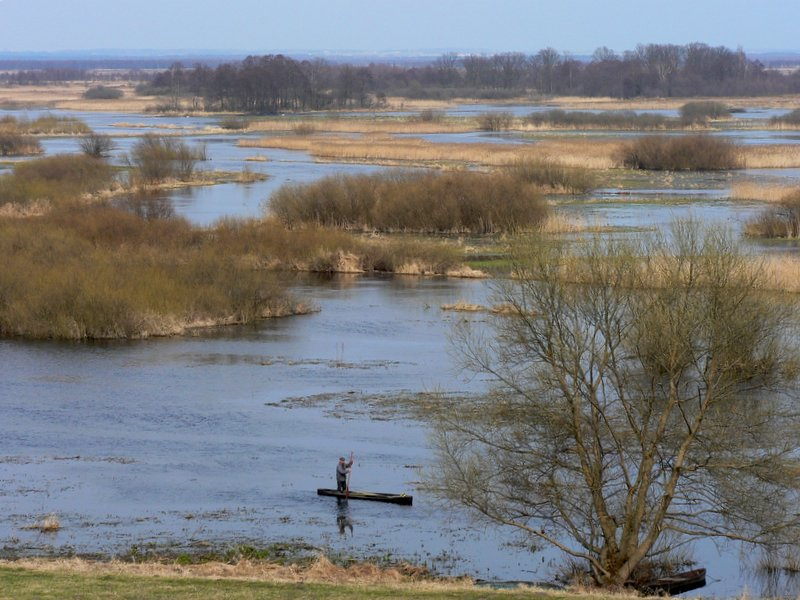
Biebrza

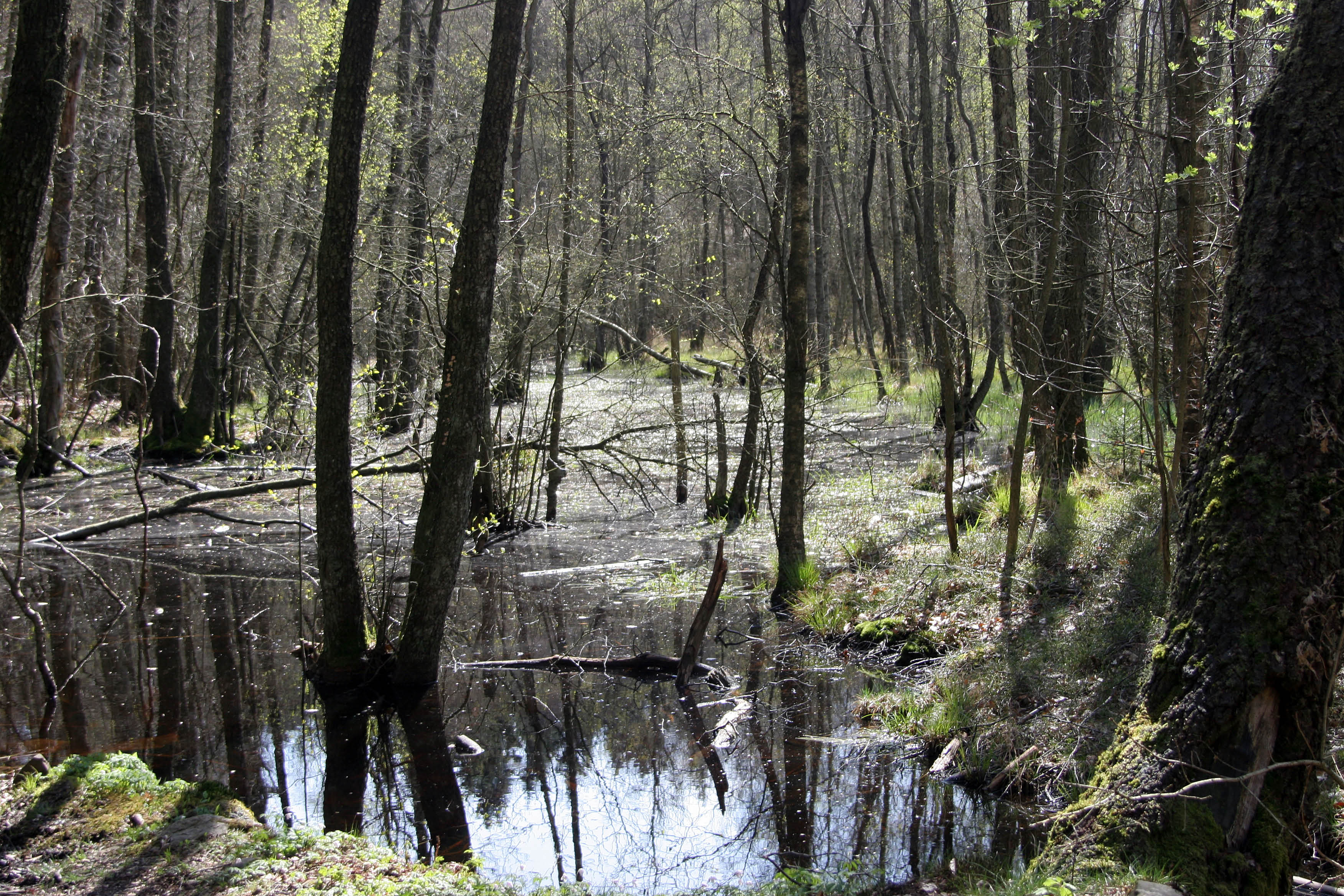
Mokradła w Szwecji

Mokradło (teren podmokły, bagno, błoto, moczary, trzęsawisko, bajoro, grzęzawisko, topiel, topielisko) – obszar łączący cechy siedliska lądowego i wodnego.

## Definicja
Pojęcie definiowane w wieloraki sposób, w związku z czym w różnych ujęciach te same siedliska mogą być uznane za mokradło lub nie. Najpojemniejszą definicję tego pojęcia przyjęła Międzynarodowa Unia Ochrony Przyrody i trafiła ona do konwencji ramsarskiej. Według niej mokradłami czyli obszarami wodno-błotnymi, nazywane są tereny bagien, błot i torfowisk lub zbiorniki wodne zarówno naturalne jak i sztuczne, stałe i okresowe, o wodach stojących lub płynących, słodkich, słonawych lub słonych (łącznie z wodami morskimi, których głębokość podczas odpływu nie przekracza 6 m). Jednak często przyjmowane są węższe definicje, nieobejmujące otwartych wód.
Jedna z definicji mokradeł mówi, że są to obszary, na których poziom wody jest bliski poziomowi gruntu, a więc pokrywająca go roślinność przystosowana jest do częściowego zanurzenia. Poziom wody może być przy tym ponad powierzchnią gruntu albo poniżej niej. Ponieważ może to obejmować tak odmienne siedliska, jak stałe jeziora i tylko okresowo, czy wręcz sporadycznie, zalewane doliny, istnieją rozbieżności w rozumieniu tego pojęcia i nie ma jednej powszechnie przyjętej definicji. Dość powszechnie jednak przyjmuje się, że mokradłami są strefy przybrzeżne jezior i torfowiska niskie. Niektórzy nie włączają do mokradeł siedlisk przybrzeżnych, torfowisk wysokich, łęgów, otwartych wód, podmokłych wrzosowisk, lasów namorzynowych czy siedlisk lądowych okresowo zalewanych. Czasem za mokradła uważane są tylko obszary pokryte przez rośliny zielne, co wyłącza lasy bagienne, ale też tundrę, jak również lasy wodorostów. Nie oznacza to jednak, że nie można ich skądinąd za mokradła uznawać.
Tereny okresowo lub stale zabagnione, podtopione lub pokryte warstwą wody, siedlisko hydrogeniczne, obszar o płytkim poziomie wody gruntowej (powyżej 1 m), teren silnie uwilgotniony, zalany wodą lub okresowo zabagniony, o glebach mineralnych lub organicznych.
Dawniej w Europie zajmowały znaczne obszary. W wyniku działalności człowieka w ostatnich stuleciach uległy osuszeniu i odwodnieniu w wyniku przekształcania naturalnych mokradeł w pastwiska (od XIII w.), zmienianiu podmokłych łąk w pola orne (od XIV w.), wprowadzaniu odwadniających melioracji na masową skalę (od XIX w.), gospodarczego użytkowania torfu. W końcu XX w. w związku z nadwyżką żywnościową zmniejszyła się presja człowieka na tereny podmokłe. Wiele mokradeł zostało objętych ochroną, a niektóre tereny świadomie zaczęto renaturyzować.
Mokradła w Polsce zajmują obecnie obszar ok. 43 tys. km kwadratowych, z czego na torfowiska przypada ponad 12 tys.
Mokradła zazwyczaj znajdują się w obniżeniach terenu, w dolinach rzecznych, rynnach polodowcowych, rzadziej na stokach czy wzniesieniach.
W Stanach Zjednoczonych za mokradła (wetlands) uznaje się tereny przejściowe między systemami wodnymi i lądowymi, w których poziom wody zazwyczaj leży blisko powierzchni, względnie teren jest pokryty płytką warstwą wody. W Kanadzie za mokradła uznaje się obszary, w których gleba, zawsze lub najczęściej, jest nasycona wodą. Wyróżnia się pięć klas mokradeł: torfowisko wysokie, torfowisko niskie, torfowisko przejściowe, bagna (swamp), marsze (marsh) i tereny zalane płytką warstwą wody.
W ostatnim czasie próbuje się wprowadzić ujednoliconą terminologię z wykorzystaniem słów pochodzenia greckiego i łacińskiego, ze względu na dużą różnorodność mokradeł, ich lokalizacji w regionach i kontynentach oraz klasyfikacji i nazewnictwa:
- Terrud (od terrus – ziemia, udus – mokry) – termin zaproponowany dla mokradeł przez Hofstettera,
- Hygroxira (gr. ygro – wilgoć, mokro, xira – miejsce występowania, lokalizacja, przestrzeń) – termin zaproponowany dla mokradeł w 2000 r. przez Hofstettera w „Universal wet-land lexicon” – siedliska, których stosunki wodne są pośrednie między siedliskami wodnymi i lądowymi.

Mokradła oraz bagna, ze względu na niedostępność dla człowieka, stanowiły i stanowią ostoje dla dziko żyjących roślin i zwierząt. Lasy na terenach podmokłych czasami nazywane są uroczyskami czy matecznikami.

## Podstawowe typy mokradeł
W zależności od sposobu zasilania wodą wyróżnia się podstawowe cztery typy mokradeł:
- torfowiska fluwiogeniczne – zasilane przez wody powierzchniowe, najczęściej rzeczne,
- torfowiska soligeniczne – zasilana przez ruchliwe wody podziemne, napływające do siedliska z warstw wodonośnych obszarów przyległych,
- torfowiska topogeniczne – zasilane przez wody tworzące podziemny zbiornik o płaskim lustrze, co wiąże się z niewielkim ruchem tych wód,
- torfowiska ombrogeniczne – zasilane głównie przez wody opadowe bezpośrednio lub z niewielkiej zlewni własnej.

## Nazwy miejscowości pochodzące od mokradeł
Nazwy miejscowości, które biorą się od mokradeł (współcześnie, w wyniku działalności człowieka i zaniku terenów podmokłych, po dawnych bagnach i torfowiskach może nie być już śladu):
- „bara” – błoto, rzeka Barycz
- „kał” – błoto: Kalisz, Kaliszany, Kalisko, Kaliska, Kal, Męcikał
- „kopanica”, „kopanice” – rowy (odwadniające): Kopanica, Kopanki
- „pałuki” – nizina zarośnięta trawą: Pałuki, wieś w województwie mazowieckim
- „biel”, „biele”, „bielawa” – torfowisko, bagno, podmokłe łąki z mgłami nisko snującymi się o poranku lub wieczorem (czasami mech torfowiec nazywany bywa „bielawa”): Bielsk, Obielewo, Bielawa, Bielawy
- „błoto” Świniebota, Kobylebłoto, Gęsiebłoto
- „łęg” – podmokła łąka, podmokły las: Łękna, Łegniszewo, Starołęka, Ostrołęka, Łąg
- „Olędry” – osadnicy (pierwotnie z Niderlandów) osiedlani dla osuszania mokradeł: Olędry Ujskie, Olędry Wroczyńskie
- „taplać się” – brodzić w wodzie lub błocie: Taplary
- „topić się”: Topielec, Topikoń, Trzęsawiska
- „bagno”: Bagienna
- „krążek na bagnie”: Świdwin

## Światowy Dzień Mokradeł
Od 1997, 2 lutego każdego roku dla upamiętnienia Konwencji o ochronie mokradeł obchodzony jest Światowy Dzień Mokradeł (ang. World Wetland Day).